# Faceless World
Faceless World — третій студійний альбом німецького гевіметал-гурту U.D.O., був випущений 25 лютого 1990 року лейблом RCA Records. Він був записаний на Dierks Studios у Кельні, процедура мастерингу проводилась у Гамбурзі.

## Про альбом
Музичний стиль альбому більш легкий, ніж попередні та майбутні релізи гурту, окрім того, з'явились клавішні, внаслідок чого платівка досягла комерційного успіху. Попередній гітарист Енді Сусеміл покинув групу, але йому приписані авторські права за пісні: «System of Life», «Living on a Frontline» і «Future Land». Його було замінено на Волла Бьома, який тим не менш, не грав на альбомі, хоча і з'явився в кліпі на пісню «Heart of Gold». Замість нього всю роботу з гітарою виконав Матіас Діт.
В 2011 році лідер гурту — Удо Діркшнайдер назвав Faceless World одним з найулюбленіших власних альбомів.

## Треклист
| #     | Назва                   | Автор музики                                  | Тривалість |
| ----- | ----------------------- | --------------------------------------------- | ---------- |
| 1.    | «Heart of Gold»         |                                               | 5:00       |
| 2.    | «Blitz of Lightning»    |                                               | 4:23       |
| 3.    | «System of Life»        | Dirkschneider, Kaufmann, Dieth, Andy Susemihl | 4:12       |
| 4.    | «Faceless World»        |                                               | 6:31       |
| 5.    | «Stranger»              |                                               | 5:15       |
| 6.    | «Restricted Area»       |                                               | 3:09       |
| 7.    | «Living on a Frontline» | Dirkschneider, Kaufmann, Dieth, Susemihl      | 4:19       |
| 8.    | «Trip to Nowhere»       |                                               | 3:22       |
| 9.    | «Born to Run»           |                                               | 3:26       |
| 10.   | «Can't Get Enough»      |                                               | 3:22       |
| 11.   | «Unspoken Words»        |                                               | 5:13       |
| 12.   | «Future Land»           | Dirkschneider, Kaufmann, Dieth, Susemihl      | 5:13       |
| 53:25 |                         |                                               |            |

| Бонус-треки ювілейного перевидання 2013 року | Бонус-треки ювілейного перевидання 2013 року                 | Бонус-треки ювілейного перевидання 2013 року |
| #                                            | Назва                                                        | Тривалість                                   |
| -------------------------------------------- | ------------------------------------------------------------ | -------------------------------------------- |
| 13.                                          | «Living on a Frontline» (наживо, з альбому Live from Russia) | 11:47                                        |
| 14.                                          | «Heart of Gold» (наживо, з альбому Live from Russia)         | 4:57                                         |
| 15.                                          | «Heart of Gold» (Video)                                      |                                              |
| 70:08                                        |                                                              |                                              |

## Учасники запису
- Удо Діркшнайдер — вокал
- Матіас Діт — гітара, бек-вокал
- Томас Смушинскі — бас
- Штефан Шварцманн — ударні

Продюсування
- Штефан Кауфманн — продюсування, зведення
- Улі Бароновський — інженер, зведення
- Ананда Курт Пільц — обкладинка
- Вольфганг Бурат — фотографії
- Тім Екхорст — дизайн (ювілейне видання)

## Чарти
| Чарт (1990)                                  | Найвища позиція |
| -------------------------------------------- | --------------- |
| Німеччина German Albums (Offizielle Top 100) | 52              |
| Швеція Swedish Albums (Sverigetopplistan)    | 37              |